# Swissjazzorama
Das Swissjazzorama (Eigenschreibweise: SwissJazzOrama) ist das einzige Jazzarchiv der Schweiz. Es hat seinen Sitz in Uster im Kanton Zürich und versteht sich als zentrale Archiv- und Informationsstelle, deren Aufgabe in erster Linie darin besteht, die Geschichte des Jazz in der Schweiz über mehr als 100 Jahre möglichst umfassend abzubilden. 

## Geschichte
Im Jahr 1989 wurde der Verein «Pro Jazz Schweiz» durch den Sammler und Publizisten Otto Flückiger mit einigen Freunden wie Eduard Keller gegründet, dessen Sammlungen die Erstbestände eines aufzubauenden Archivs bildeten. Von 1992 bis 1996 wurde es in Arlesheim, Kanton Basel-Land, als kleines Jazzmuseum betrieben.

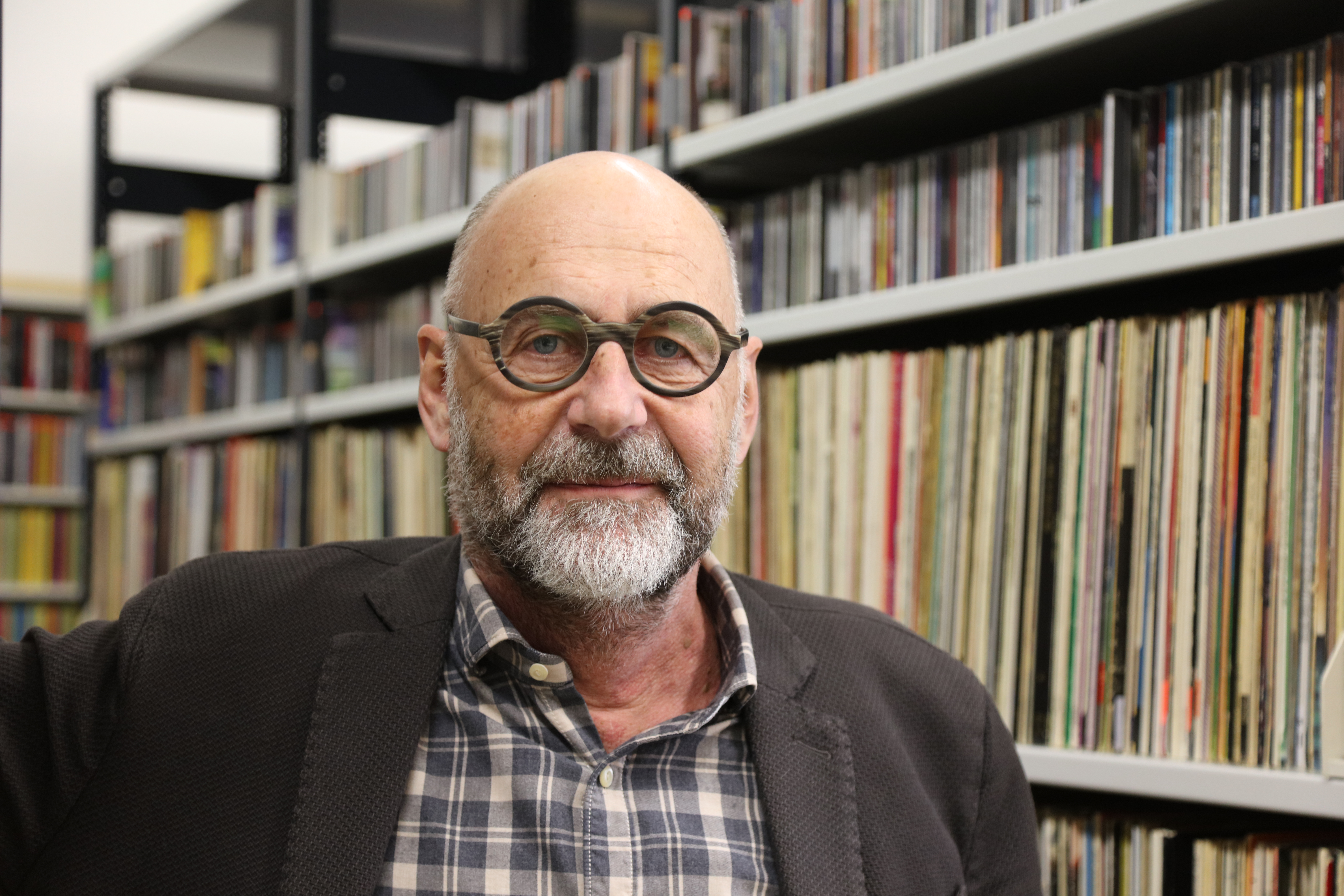
Hans Peter Künzle

Aufgrund finanzieller Probleme mussten der Standort aufgegeben und die Bestände an der Jazzschule Basel eingelagert werden. Schliesslich wurden sie 1998 nach Uster überbracht und fanden ihren vorläufigen Standort im engen Umkreis des 2000 eingerichteten «Musikcontainers», einer landesweit bekannten Jazz-Konzertbühne. Neben der Organisation von Ausstellungen zum Thema «Jazz in der Schweiz» im Foyer ebendieser Konzertstätte widmete man sich der Aufnahme, Sichtung und Bewertung von Nachlässen und Schenkungen, die nun in grosser Zahl und Masse eingingen. So wurde unter anderem die umfangreiche, aus mehreren Tausend Tonträgern und zahlreichen weiteren Objekten bestehende Sammlung aus dem Nachlass des Jazzkenners Hans Georg «Johnny» Simmen (1918–2004) als eigenständige «Simmen-Collection» in das Jazzarchiv integriert.
Inzwischen firmiert der Verein unter dem Namen Swissjazzorama; seit 2016 wird er von dem Jazzmusiker Hans Peter Künzle in Teilpensum geschäftsführend geleitet. Finanziell wird der Verein als kulturelle Institution neben den Vereinsmitgliedern von Gemeinde und Kanton sowie etlichen privaten Gönnern getragen.

## Aktivitäten
Swissjazzorama verwaltet und betreut grosse Bestände an Bild- und Tonträgern, Sachbüchern, Biografien, Plakaten, Fotografien, Presseartikeln, Instrumenten, Geräten usw. Dem Vereinsnamen gemäss liegt der Vorzug auf Dingen mit Schweizer Bezug, sogenannten Helvetica. Nach Absprache finden Archivführungen statt, zudem werden regelmässig Archiv-Ausstellungen veranstaltet.
Der Verein gibt zudem seit dem Jahr 2000 zweimal jährlich die Mitgliederzeitschrift «Jazzletter» und zweimonatlich das Magazin «JAZZ N’ More» heraus. Er betreibt eine Website mit einem umfangreichen Online-Archiv.